# Vigevano
Vigevano är en ort och kommun i provinsen Pavia och i regionen Lombardiet i Italien. Kommunen hade 63 426 invånare (2018).
Vigevano är belägen cirka 35 km söder om Milano vid floden Ticino. Känd är den rektangulära Piazza Ducale med renässansbyggnader runt slottet Castell Sforzesco.
Romarna kallade staden Victumulae och den har påverkats av det andra puniska kriget i slaget vid Ticinus mot Hannibal 218 f.Kr..

## Kända personer från Vigevano
- Eleonora Duse